# 车桥战役
车桥战役为中国抗日战争期间，新四军对日伪军的一次进攻战役。战役从1944年3月5日发起，至3月7日结束，新四军取得胜利，歼灭日军大佐以下465人（生俘24人）、伪军483人（生俘168人），新四军牺牲54人。
这次战役巩固和扩大了苏中根据地，打乱了日伪“清乡”、“屯垦”计划，实现了苏中形势根本转变，揭开了苏中战略反攻的序幕，成为新四军苏中1944年攻势作战的新的开始。

## 背景
车桥是江苏省淮安城东南10余公里的大镇，坐落在涧河（菊花沟）两岸，东西二华里，南北一华里半。河道上有五座桥梁，俯瞰全镇，形如“车”字，因此得名。这里是联系苏中与苏北的枢纽，在1941年已是国民党江苏省政府所在地，1943年2月韩德勤弃守后被日军占领，处于日军第64师团（师团部驻扬州）和第65师团（师团部驻徐州）的结合部。日军以车桥为中心，建有十余处据点，常驻日军一个小队40余人和伪军一个大队500余人。
1943年6月23日，粟裕奉命前往新四军军部所在地黄花塘参加整风会议和汇报工作。粟裕有意识地选择路线，对沿途地形、敌情进行实地调查，初步有了发动车桥战役的计划。

## 部署
1944年春，日军为了打通大陆交通线，陆续向南线增加军队。苏中日军由于兵力不足，只得收缩防区。1944年2月，新四军苏中区党委召开第五次扩大会议。会上粟裕提出了攻取车桥、泾口的三个有利：一、扩大苏中、苏北、淮南、淮北4块根据地之间的联系，就近加强对第十八旅工作的指导；二、这里是日军驻扬州第六十四师团和驻徐州第六十五师团的结合部，可充分利用这一弱点。三、车桥地区得手后，日军两部都会因为是自己的边沿地区而互相推楼、观望，不会集中兵力来“扫荡”，这就使新四军可以获得一个比较稳定的地区。
全面分析形势后，会议同意了粟裕关于发动车桥战役的建议，并随即召开团以上干部会议，具体研究制定作战方案。会议决定，先攻车桥，再取泾口。由新四军第一师和第三师参与战役。在组织指挥上，师前方指挥部与一分区司令部暂时合并，组成野战司令部。粟裕将五个团编为三个纵队，以一个纵队主攻车桥，以两个纵队负责打援。目的是坚决攻占车桥，同时歼灭日军的增援部队。粟裕负责全局，副师长叶飞负责战场指挥。
车桥战役前的3月3日，新四军还在南线东台三仓地区进行了牵制作战，麻痹了敌军，加强了车桥战役的突然性。

## 过程

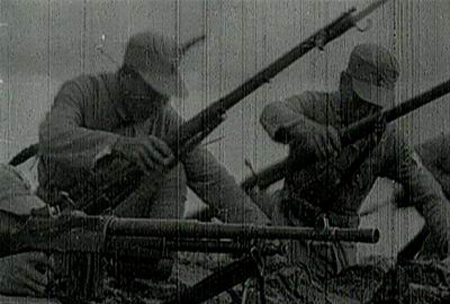
新四军在车桥战役战场上

1944年3月5日凌晨1时50分，新四军第1师兼苏中军区以三个主力团和地方武装发起车桥战役。新四军采取攻坚和打援同时并举的战法，利用夜暗，穿过日军外围据点之间的空隙，首先进攻车桥日军据点。快速攻占日军围墙上的碉堡并迅速攻入镇内，新四军的突然袭击是日军完全陷于被动。经过激烈战斗，于当日中午全部歼灭了镇内的一个伪军大队。接着，新四军对日军驻守的土圩及碉堡展开攻击经一天一夜战斗，日军一个小队大部被歼，残敌固守挣扎，新四军开始对日军展开政治攻势。被俘后加入新四军的日本上等兵松野觉拎着喇叭筒靠近日军碉堡喊话，“不要打枪，我代表日本工农大众和你们说话……”。
3月5日下午，淮阴、淮安、涟水等地日军（华北派遣军第65师团第72旅团一个步兵大队），合伪军共700余人，分批在淮安集结，乘汽车向车桥增援。在韩庄、芦家滩一带遭到新四军阻击部队的阻击，新四军又从日军侧后出击，双方展开白刃战，敌军伤亡惨重，向韩庄东北突围，被新四军切成三段，大部被歼灭。
3月7日，车桥敌军被歼灭，少数逃走，新四军取得胜利，战役顺利结束。
同时，在车桥战役过程中，新四军第三师一部攻克涟水、车桥之间的朱圩子据点，歼灭伪军300余人，对车桥战役的胜利起到了积极的配合作用。

## 结果
车桥战役这样规模的攻势作战，在苏中抗日游击战争中是没有先例的。新四军歼灭日军（大佐）以下465人（生俘24人）、伪军483人（生俘168人），缴获平射炮2门和大量其他军用品。新四军牺牲54人，负伤138人。车桥之战在八路军、新四军抗战史上（1944年3月以前），被称为“在一次战役中生俘日军（24人）最多的一次”。
此役打通了苏中、苏北、淮南与淮北地区的战略联系，巩固和扩大了苏中抗日根据地，实现了苏中抗战形势的根本好转。之后，新四军继续向日军发起进攻，又陆续发起了夏季攻势和秋季攻势，进一步打击了在苏中的日军和伪军。

## 宣传与评价
车桥战役的捷报传到延安，《解放日报》发表社论祝贺胜利。新华社向全国播发了新四军收复车桥的消息，赞扬新四军打了一个“大歼灭战”。粟裕评价车桥战役是苏中抗日斗争形势的转折。
当年车桥战役被广泛宣传，还因为有一位参加新四军的日本人松野觉在这次战斗中阵亡。1944年3月25日至5月20日，《解放日报》多次介绍松野觉烈士的事迹。6月22日，军委总参谋长叶剑英面对中外记者参观团高度赞扬松野觉的国际主义精神。

### 脚注
1. ↑  解放军政治学院第1军事教硏室 (编). . 解放军政治学院出版社. 1984: 195.
2. ↑  . 新华网. 2015-07-22  [2018-02-22]. （原始内容存档于2020-08-23）.
3. ↑  . 中国新闻网. 2015-08-27  [2018-02-22]. （原始内容存档于2020-08-23）.
4. ↑  . 江西省新四军研究会. 2015-08-11  [2018-02-22]. （原始内容存档于2018-02-23）.
5. ↑  范学恕. . 中红网. 2017-04-26  [2018-02-22]. （原始内容存档于2020-02-06）.
6. ↑  刘志民. . 环球视野. 2015-11-02  [2018-02-22]. （原始内容存档于2020-08-23）.
7. ↑  杜汶纹. . 中国军网. 2015-08-10  [2018-02-22]. （原始内容存档于2015-09-13）.
8. ↑  . 新京报. 2015-06-23  [2018-02-22]. （原始内容存档于2020-08-23）.
9. ↑  . 中国文明网. 2014-09-22  [2018-02-22]. （原始内容存档于2020-08-23）.
10. ↑  文热心. . 中国共产党新闻网. 湖南日报. 2015-08-29  [2018-02-22]. （原始内容存档于2020-12-01）.
11. ↑  刘, 干才; 李, 奎. . 团结出版社. 2015-07-01. ISBN 9787512635319.
12. ↑  刘, 干才; 李, 奎. . 团结出版社. 2015-07-01. ISBN 9787512635418.
13. ↑  丁星. . 大江南北杂志. 2011-09  [2018-02-22]. （原始内容存档于2018-02-23）.

### 书籍
- 粟裕 著 《粟裕回忆录》 解放军出版社 2007年第二版 ISBN 978-7-5065-5426-8